# Pablo Escobar

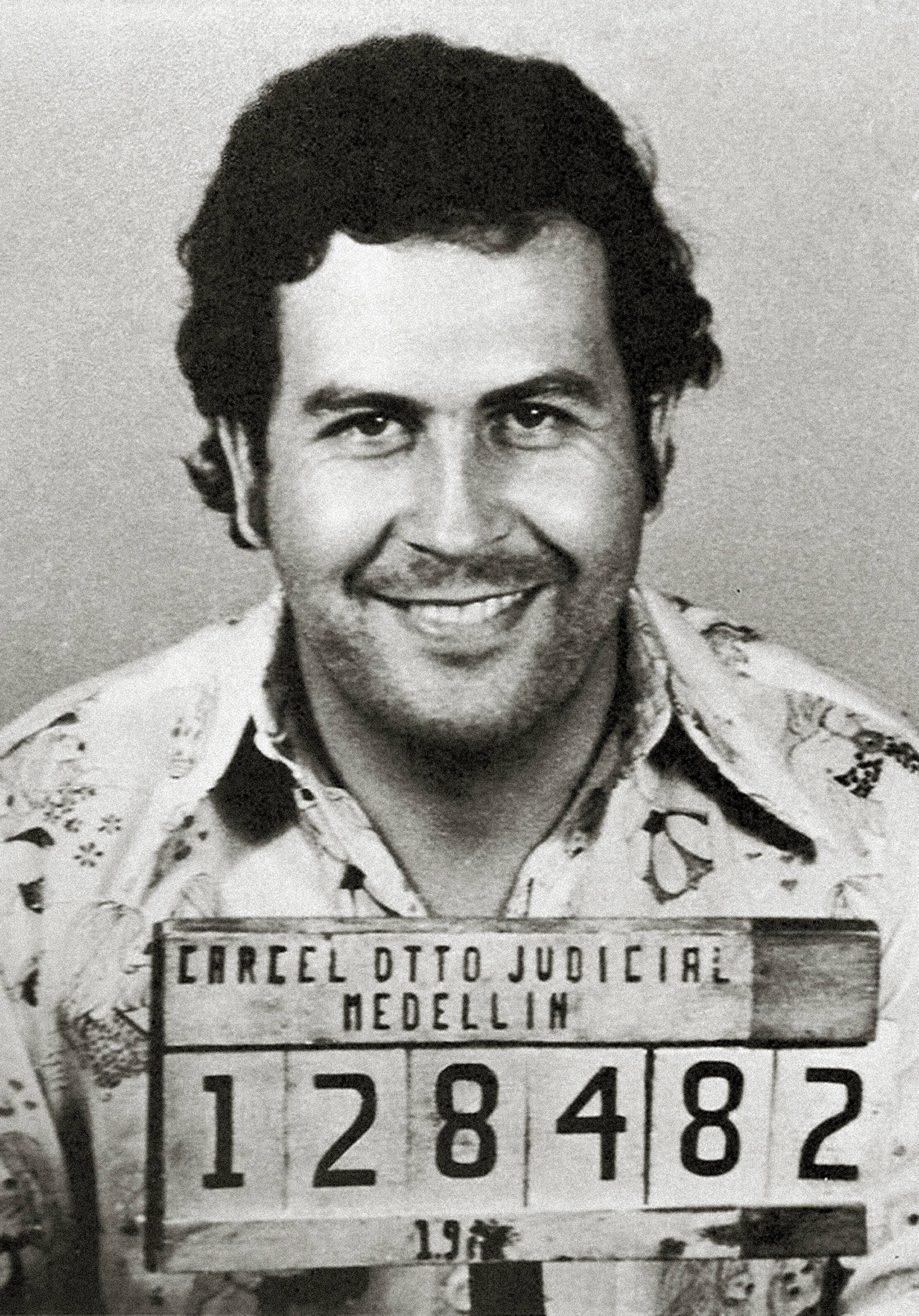
Polizeiliches Foto von Escobar (1976)

Pablo Emilio Escobar Gaviria (auch „El Doctor“, „El Patrón“ oder „Don Pablo“ genannt, * 1. Dezember 1949 in Rionegro; † 2. Dezember 1993 in Medellín) war ein kolumbianischer Drogenbaron, Drogenschmuggler und Terrorist. Durch groß angelegten und erstmals in der Kriminalgeschichte industrialisierten Drogenhandel wurde er als Oberhaupt des sogenannten Medellín-Kartells zu einem der reichsten Menschen der Welt. Er wird als einer der bisher mächtigsten und brutalsten Drogenbarone angesehen.
Auch sein Bruder Roberto „El Osito“ Escobar Gaviria und sein Cousin Gustavo „El León“ Gaviria Rivero waren Teil seines Imperiums.

## Hintergrund
Eine Atmosphäre der Gewalt prägte die Jugend Pablo Escobars und begründete seine Skrupellosigkeit zur Durchsetzung seiner Ziele. Ihren Ursprung hatte diese Atmosphäre in den ungleichen Vermögensverhältnissen Kolumbiens zur Zeit um Escobars Geburt: Eine reiche Machtelite, die aus wenigen Familien bestand, besaß 97 Prozent der Ländereien und Rohstoffe Kolumbiens, darunter Bergwerke, Erdölquellen sowie Kaffee- und Bananenplantagen. Aufgrund dieser ungleichen Verteilung war ein Großteil der kolumbianischen Bevölkerung arm.
1948 wurde der liberale Präsidentschaftskandidat und Reformer Jorge Eliécer Gaitán erschossen. Dies führte zum sogenannten El Bogotazo, einem Volksaufstand, der vor allem in ländlichen Zonen mit Vehemenz fortgesetzt wurde, bedingt zum einen durch religiösen Eifer, zum anderen durch Macht- und Landansprüche. Dies mündete in die sogenannte Violencia, einen grausamen Bürgerkrieg zwischen Anhängern der liberalen und der konservativen Partei.

## Leben

### Jugend
Pablo Emilio Escobar Gaviria wurde in der Stadt Rionegro im Departamento de Antioquia als drittes von sieben Kindern des Viehzüchters Abel de Jesús Escobar und der Lehrerin Hermilda Gaviria geboren.
Er entstammte dem ländlichen Mittelstand, seine Familie besaß Milchkühe und 12 Hektar Land. Die relativ wohlhabenden Rinderfarmen von Frontino und Rionegro waren stets Schauplätze gewalttätiger Auseinandersetzungen zwischen liberalen Heereseinheiten und Guerilleros aus den Bergen.
Die Familie zog nach Envigado, dort gründete Hermilda eine Volksschule. Pablo Escobar schloss sich in Envigado einer nihilistischen Jugendbewegung, dem Nadaísmo, an und begann mit 13 Jahren Marihuana zu rauchen. Seine Schule Liceo Lucrecio Jaramillo verließ er 1966 aus Protest vorzeitig. Escobar konsumierte große Mengen an Softdrinks, Pizza und Fastfood, was zu seinem Übergewicht führte.
Zusammen mit seinem Cousin Gustavo „El León“ Gaviria verbrachte er seine Jugend auf den Straßen und in den Bars des Medellíner Rotlichtbezirks Jesús el Nazareno. Im Barrio Antioquia von Medellín machte er Bekanntschaft mit lokalen Unterweltgrößen, die für seine weitere Laufbahn wichtig waren. Der Besitz von Schusswaffen brachte ihm schnell den Respekt der anderen Banden ein, die damals meist nur mit Messern und Macheten bewaffnet waren. Früh schloss er sich einer Marihuana-Schmugglerbande an und beteiligte sich an Raubüberfällen auf der Straße. Ein weiterer Erwerbszweig war der Handel mit geschmuggelten Marlboro-Zigaretten. Nach Aussagen seiner Mutter war er für eine ehrliche Tätigkeit ungeeignet, denn er wollte sich schon früh große Macht aneignen.
Mit 20 Jahren begann er Autos zu stehlen, um sie zerlegt als Hehlerware zu verkaufen. Kurze Zeit später entführte er mit seiner Bande reiche Bürger und ermordete sie oft auch trotz Lösegeldzahlung, um seine Macht zu demonstrieren.
1971 entführte er den Industriellen Diego Echavarría und erdrosselte ihn nach Erhalt des Lösegeldes. Die Entführung machte ihn in Medellín berühmt und brachte ihm den Beinamen „El Doctor“ ein.
Mitte der 1970er-Jahre wurde der Marimba-Marihuanahandel durch die Modedroge Kokain abgelöst. Pioniere in diesem neuen Boom-Geschäft waren Escobar, die Ochoa-Brüder, Carlos Lehder und José Rodriguez Gacha. Der intelligente und geschäftstüchtige Escobar erkannte als einer der ersten das enorme wirtschaftliche Potential des Kokainhandels und begann damit, neuartige Vertriebsstrukturen aufzubauen, damit diese Ware die Endabnehmer in den Vereinigten Staaten erreichen konnte.
Escobar nutzte die ungeahnten Verdienstmöglichkeiten für seinen gesellschaftlichen Aufstieg. In den 1970er-Jahren baute er ein riesiges Drogenimperium auf. Während seiner besten Jahre soll er bis zu 1,5 Millionen US-Dollar am Tag verdient haben. Er war als „der“ Drogenbaron Kolumbiens bekannt.

### Drogenhandel
Escobars Persönlichkeit und Verhalten zeichneten sich durch Grausamkeit und Skrupellosigkeit aus, die ihn schnell an die Spitze des Medellín-Kartells brachten.
Obwohl Escobar einmal im Besitz von elfeinhalb Kilogramm Kokain festgenommen wurde, gab es nie einen Prozess wegen Drogenbesitzes oder Drogenhandels gegen ihn, da der ihn belastende Polizist unter ungeklärten Umständen ums Leben kam. Durch Morddrohungen wurden auch die Richter eingeschüchtert, die den Mordprozess daher nicht noch einmal aufrollten.
1975 lernte Escobar einen wohlhabenden Piloten mit dem Decknamen Rubin aus Medellín kennen, der fließend Englisch sprach, Miami gut kannte und bereits für die Ochoa-Brüder (Alonso, Jorge und Fabio) arbeitete. Rubin kaufte in Miami Sportflugzeuge und warb weitere Piloten an. Der erste Kokainschmuggler aus Medellín war Fabio Restrepo, mit dem Rubin 1975 ein bis zwei Lieferungen Kokain (40–60 kg) nach Miami ausflog und einen Gewinn von etwa 40.000 USD erwirtschaftete. Escobar erhielt von Jorge Ochoa die Erlaubnis, unverschnittenes Kokain an Restrepo zu verkaufen. Er ließ Restrepo ermorden und Rubin sowie die Ochoa-Brüder wussten, dass sie fortan für ihn arbeiten mussten.
1976 heiratete Escobar die 15-jährige María Victoria Henao Vellejo. Mit ihr bekam er die Kinder Juan Pablo und Manuela. Die Ehe wurde nach eigener Aussage als sehr glücklich eingeschätzt, obwohl Escobar seine Frau mit unzähligen jungen Frauen betrog. Als eine dieser Frauen schwanger wurde, wurde sie von Escobars Auftragsmördern getötet.
Jhon Jairo Velásquez, genannt Popeye, war engster Vertrauter und Escobars wichtigster Mörder, er tötete auf seinen Befehl etwa 300 Menschen. Insgesamt ließ Escobar 30 Richter sowie 457 Polizisten ermorden.
1976 ließ das Departamento Administrativo de Seguridad (DAS) seinen Cousin Gustavo Gaviria verhaften, nachdem er in Miami Kokain abtransportiert hatte. Escobar wurde verhaftet und musste in Itagüí eine Gefängnisstrafe absitzen, wurde aber durch Bestechung kurz danach wieder freigelassen. Die DAS-Beamten, die ihn verhaftet hatten, wurden ermordet. Er etablierte damit das kolumbianische „plata o plomo“-Prinzip (wörtlich „Silber oder Blei“): Entweder lässt man sich bestechen, oder es fliegen Bleikugeln (für oder gegen ihn).
Escobar kontrollierte als Geschäftsmodell den Transport des von unabhängigen Pflanzern gewonnenen Kokains. Die Erzeuger zahlten dafür eine Provision von 10 Prozent auf den Großhandelspreis in Miami. Bei Verlust einer Lieferung zahlte Escobar den Lieferanten Ersatz auf den Erzeugerkosten. Die Gewinne lagen bei weitem über den Verlusten der abgefangenen Lieferungen. Escobar erkaufte sich Schutz von den Pflanzern über die Verarbeiter bis zu den Distributeuren. Die Transporte wurden hauptsächlich mit Staffeln von Sportflugzeugen (etwa eine Tonne Fracht) abgewickelt, aber auch mit ferngesteuerten Mini-U-Booten, die bis zwei Tonnen Kokain von der Nordküste Kolumbiens bis nach Puerto Rico transportierten. In der Endphase ließ er 10 Tonnen Kokain in einer umgebauten Boeing 727 in die USA exportieren.
Gacha und Lehder arbeiteten in der Anfangsphase teils für Escobar, teils gegen ihn. 1975 wurde eine Kokainlieferung von 600 Kilogramm in einem Flugzeug in Cali abgefangen; diese Maßnahme löste die Ermordung von 40 Personen an einem Wochenende aus, da sich die Organisationen gegenseitig vorwarfen, das Geschäft gestört zu haben. Der unermessliche Reichtum durch das Kokaingeschäft führte zu einer neuen Gesellschaftsschicht in Kolumbien, die diesen durch Villen, Diskotheken etc. zur Schau trug.
Escobars Schwager Mario Henao, ein linksorientierter Intellektueller, gab Escobar die patriotische Rechtfertigung für seinen Drogenhandel, um ein neues, modernes und fortschrittliches Kolumbien aufzubauen. In Medellín gab Escobar die Zeitung Medellín Cívico heraus, die sich mit der Glorifizierung seiner Person befasste. Ihm zur Ehre wurde das Viertel Pablo Escobar für Wohnungslose erbaut. Escobar stellte sich als großzügiger Arbeitgeber in Medellín dar und zahlte dem Personal in den Drogenlabors hohe Gehälter. 1978 wurde Escobar als Abgeordneter in den Stadtrat von Medellín gewählt, die politische Immunität schützte ihn vor weiterer Strafverfolgung. Der Diplomatenstatus wurde für Reisen seiner Familie nach Miami genutzt.
In Miami erwarb die Familie ebenfalls Luxusvillen und eine 8-Millionen-Dollar-Ranch bei Plantation im Broward County. Die kolumbianischen Narco-Millionäre und -Milliardäre setzten die Tradition der Wohlhabenden fort, die ihre Reichtümer damals der Sklavenarbeit, dem Tabak- und Chinin-Schmuggel, der Landbeschlagnahmung während der Bürgerkriege, dem Gold- und Smaragdschmuggel verdankten.
1981 stellte Escobar nach der Entführung von Marta Ochoa eine private MAS-Miliz „Muerte a los Secuestradores“ auf. Die Gründung der MAS-Miliz wurde von 223 Drogenhändlern unterzeichnet und durch das Abwerfen von Flugblättern über einem Fußballstadion bekanntgegeben. Der Zusammenschluss der MAS wird auch als Gründungsdatum des Medellín-Kartells gesehen.
1982 ließ sich Escobar als Abgeordneter in den kolumbianischen Kongress wählen. Er war Mitglied der sozialdemokratisch-liberalen Partei, befand sich auf dem Gipfel seiner Popularität und wurde „paisa Robin Hood“ genannt. Da er aber öffentlich beschuldigt wurde, mit Drogen zu handeln, war er gezwungen, sein Mandat niederzulegen. Aufgrund seiner Finanzmacht und seiner Verbindungen konnte er sich weiterhin großen Einfluss auf Politik und bestochene Politiker sichern.
1983 und Anfang 1984 war er der erfolgreichste Kokainhändler der Welt, er hatte 80 Prozent des Kokainmarktes in Kolumbien unter seiner Kontrolle. Seinen größten Gewinn erzielte er mit dem Kokainschmuggel in die USA, wo Kokain etwa dreimal teurer verkauft werden konnte als in Kolumbien. Ein Kilogramm Kokain hatte jenseits der Grenze statt seines ursprünglichen Wertes von 9.000 Dollar nun einen von 30.000 Dollar. Da sein Reinheitsgrad von ursprünglich 90 Prozent in den USA auf 30 Prozent gestreckt wurde, stieg der Wert auf über 90.000 Dollar.
1983 bot Manuel Noriega dem Medellín-Kartell in Panama Exil und großzügige Anlagemöglichkeiten für das Drogengeld.
Im Jahr darauf eskalierte die Auseinandersetzung mit den Strafverfolgungsbehörden in Kolumbien: Escobars Haupt-Drogenlabore Tranquilandia und Vila Coca wurden durch Beamte des kolumbianischen Justizministeriums mit Unterstützung der US-amerikanischen Drogenfahndung DEA zerstört und daraufhin der kolumbianische Justizminister Rodrigo Lara Bonillas am 30. April 1984 auf Veranlassung von Escobar ermordet. Escobar, Lehder, Gacha und die Ochoa-Brüder flohen in der Folge nach Panama. Bei der Vernichtung von Tranquilandia und Vila Coca wurden 14 Tonnen reines Kokain beschlagnahmt, das bedeutete eine schwere Einbuße für das Medellín-Kartell. Die US-Luftwaffe versprühte Herbizide auf Kokainpflanzungen in den Regenwäldern Kolumbiens.
Aus dieser Zeit stammt sein Zitat: Lieber ein Grab in Kolumbien als eine Gefängniszelle in den Vereinigten Staaten.
1985 begannen Gacha und Escobar mit der Säuberung des mittleren Magdalenatals von der FARC-Guerilla. Den Operationen, die durch britische und israelische Söldner unterstützt wurden, fielen tausende von Bauern und Feldarbeitern zum Opfer. Paramilitärische Verbände des Medellín-Kartells und Heereseinheiten fügten der FARC, ELN und M-19 im Magdalenatal schwere Verluste zu. Im gleichen Jahr stürmte die linksgerichtete Untergrundorganisation M-19 (Movimiento 19 de Abril) den Justizpalast von Bogotá, Escobars Beteiligung blieb unklar.
1986 starb der US-Basketballstar Len Bias nach einer Kokainüberdosis, das öffentliche Bewusstsein wendete sich gegen die Partydroge, und sie wurde geächtet. Escobar – zuvor als Inbegriff des Zeitgeistes wahrgenommen – wurde von der Weltöffentlichkeit zum Schwerkriminellen erklärt.
1988 wurde George Bush Präsident der Vereinigten Staaten und investierte einen Milliarden-Etat in den Kampf gegen den kolumbianischen Drogenhandel.
1989 war Escobar laut Forbes Magazine mit einem Privatvermögen von 2,7 Milliarden USD der siebtreichste Mann der Welt und kontrollierte 80 Prozent des internationalen Kokainmarktes.
Am 27. November 1989 stürzte Avianca-Flug 203 infolge einer Bombenexplosion ab; die Verantwortung für diesen Anschlag wird Escobar zugeschrieben. Sein Ziel war wahrscheinlich die Ermordung von mehreren Informanten, die gegen das Medellín-Kartell aussagen wollten und unter Personenschutz der kolumbianischen Polizei standen. Die Männer kamen beim Absturz ums Leben. Daneben gibt es die These, dass Pablo Escobar ein Attentat auf den Präsidentschaftskandidaten César Gaviria verüben wollte. Dieser befand sich aber nicht an Bord.
Escobar war auch sozial engagiert: Er finanzierte Krankenhäuser, Sozialwohnungen und Schulen und genoss daher unter dem ärmsten Teil der Bevölkerung seiner Heimatstadt Medellín zum Teil sogar einen guten Ruf. Das Fußballstadion seines Heimatvereins in Envigado wurde mit seinen Geldern erbaut. Escobar gründete in Medellín Büro- und Apartmentkomplexe, Diskotheken und zahlreiche Restaurants, noch heute sind seine Spuren sichtbar.
Am 4. April 2018 leiteten Bürgermeister Federico Gutierrez, Verteidigungsminister Luis Carlos Villegas und Justizminister Enrique Gil mit ersten Hammerschlägen den Abriss des Edificio Mónaco ein, eines der Appartementhäuser von Escobar in Medellín. Am 22. Februar 2019 wurde der Wohnblock unter großer Anteilnahme der Bevölkerung komplett gesprengt. Ein Park als Gedenken an die Todesopfer des Drogenhandels soll an gleicher Stelle errichtet werden.

### Virginia Vallejo
Virginia Vallejo, TV-Journalistin und Moderatorin, war von 1983 bis 1987 Escobars Geliebte. Sie veröffentlichte 2007 das Buch Amando a Pablo, odiando a Escobar (deutsch: Pablo lieben, Escobar hassen), in dem sie ihn mit Politikern wie Alberto Santofimio und Präsidenten Alfonso López Michelsen, Ernesto Samper und Álvaro Uribe Vélez in Verbindung bringt und einen Politskandal in Kolumbien auslöste.

### Verfolgung und Tod
Im Widerstand gegen ein von der kolumbianischen Regierung beabsichtigtes Gesetz zur Auslieferung von Drogenhändlern an die USA führte Escobar an der Spitze der Los Extraditables („Die Auslieferbaren“) einen regelrechten Krieg gegen den Staat. Er ließ Hunderte von Polizisten, Richtern und Staatsanwälten ermorden und überzog die Hauptstadt Bogotá mit Bombenterror. Ein besonders spektakuläres Bombenattentat legte am 2. September 1989 den Sitz der Tageszeitung El Espectador in Bogotá in Trümmer. Zahlreiche Entführungen von Angehörigen des öffentlichen Lebens in Kolumbien, häufig mit tödlichem Ausgang, gingen auf Escobars Konto. Für seinen eigenen Schutz engagierte er Leibwächter und unterhielt eine große Zahl von Sicarios (Auftragsmörder). Die insbesondere entscheidende Feindschaft der kolumbianischen Polizei erwarb sich Escobar durch ein Kopfgeld von 500 bis 1000 Dollar, das er für jeden getöteten Polizisten in Medellín aussetzte.
Die Verfolgung Escobars durch den Staat Kolumbien wurde weiter intensiviert, nachdem 1989 der Präsidentschaftskandidat der liberalen Partei, Luis Carlos Galán, der für den Fall seiner Wahl eine verstärkte Offensive gegen die Drogenmafia angekündigt hatte, während einer Wahlveranstaltung in Soacha, einem Vorort von Bogotá, ermordet worden war.
Nach Friedensverhandlungen erklärte Escobar 1991 einen Waffenstillstand und stellte sich der Polizei, nachdem ihm zugesichert worden war, nicht an die USA ausgeliefert zu werden. Mit seiner Leibwache kam er, wie bei den Verhandlungen ausgemacht, in das von ihm selbst errichtete luxuriöse Gefängnis La Catedral in der Nähe seines Heimatortes Envigado. Nach mehreren Skandalen (unter anderem ließ Escobar Drogenhändler ins Gefängnis kommen und dort ermorden) wollte ihn die Regierung in ein anderes Gefängnis verlegen, woraufhin er die Flucht ergriff.
Jedoch wandten sich nun auch Teile der Unterwelt gegen ihn: Das Cali-Kartell finanzierte zusammen mit Angehörigen von Escobars Mordopfern die Los Pepes, eine paramilitärische Todesschwadron, die u. a. auch von den rechtsgerichteten  Autodefensas-Unidas-de-Colombia-Milizen unterstützt wurden. Die Los Pepes, teilweise wohl auch staatlicherseits unterstützt, führten daraufhin einen Privatkrieg gegen Escobar, töteten dessen Sicarios und zerstörten seine Laboratorien. Dadurch fehlte Escobar zunehmend das Geld, um seine Männer zu bezahlen und damit eine Bedrohung darzustellen. Außerdem konnte so das Cali-Kartell Escobars Platz als Drogenlieferant in den USA übernehmen. Tatsächlich stieg der Drogenexport in die USA in den letzten Monaten Escobars an, obwohl Escobar zunehmend aus dem Geschäft gedrängt wurde.
Escobar starb, als eine US-amerikanisch-kolumbianische Elite-Einheit ihn 16 Monate später bei einer Razzia in Medellín erschoss: Er hatte aus seinem Versteck heraus mit seinem Sohn telefoniert, wobei die Ermittler den Anruf zurückverfolgen konnten. Eine alternative Version über Escobars Tod gab sein Sohn. Er berichtete, dass sich sein Vater selbst getötet habe, nachdem er sich durch mehrere Anrufe absichtlich habe finden lassen. So habe er das Leben seiner Familienmitglieder schützen wollen.  An Escobars Beerdigung nahmen über 20.000 Menschen teil.

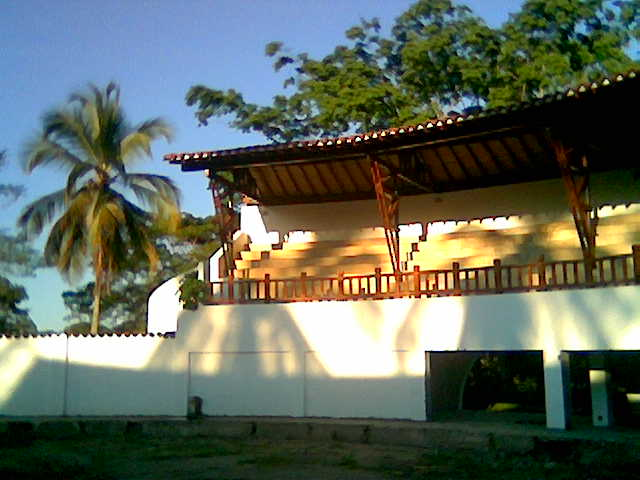
Private Stierkampfarena in der Hacienda Nápoles

## Hacienda Nápoles
1979 kaufte Escobar für 63 Millionen USD eine 3.000 Hektar große Ranch bei Puerto Triunfo am Río Magdalena und baute sie in einen luxuriösen Landsitz aus. Der Landsitz umfasste einen Flugplatz, einen Hubschrauberlandeplatz, eine Stierkampfarena, sechs Swimmingpools, ein gynäkologisches Untersuchungszimmer, einen Zoo, künstliche Seen für Wasserski und ein komplettes Straßennetz. Die Hacienda Nápoles hatte komfortable Schlafgelegenheiten für über 100 Personen. Der Eingang war mit dem Sportflugzeug geschmückt, mit dem Escobar seine ersten Kokaintransporte nach Medellín abgewickelt hatte.
Für die Unterhaltung seiner Freunde ließ er kolumbianische Schönheitsköniginnen Striptease vorführen, bei Wettspielen konnten sie teure Sportwagen gewinnen, mussten sich aber auch Demütigungen wie einer kompletten Haarrasur, Insekten schlucken oder nackt um die Wette auf Bäume klettern aussetzen.
Auf der Hacienda fanden auch zahlreiche Hinrichtungen statt. Ein Arbeiter, der Escobar bestohlen hatte, wurde an Händen und Füßen gefesselt und zur Unterhaltung der Gäste in einem Swimmingpool ertränkt. Der Architekt, dem ein Baufehler und der Einsturz des ersten Stocks in der Villa vorgeworfen worden war, wurde erschossen.
Für seinen Zoo auf der Hacienda ließ Escobar Tiger, Giraffen, Elefanten, Büffel, Löwen, Nashörner, Gazellen, Zebras, Flusspferde, Kamele und Strauße einfliegen. Für seinen Sohn Juan Pablo ließ er Dinosaurierfiguren errichten. Nach dem Tod Escobars wurden die meisten Tiere der Hacienda verlegt oder aus ihren Käfigen gestohlen. Andere verhungerten oder verendeten an Krankheiten.

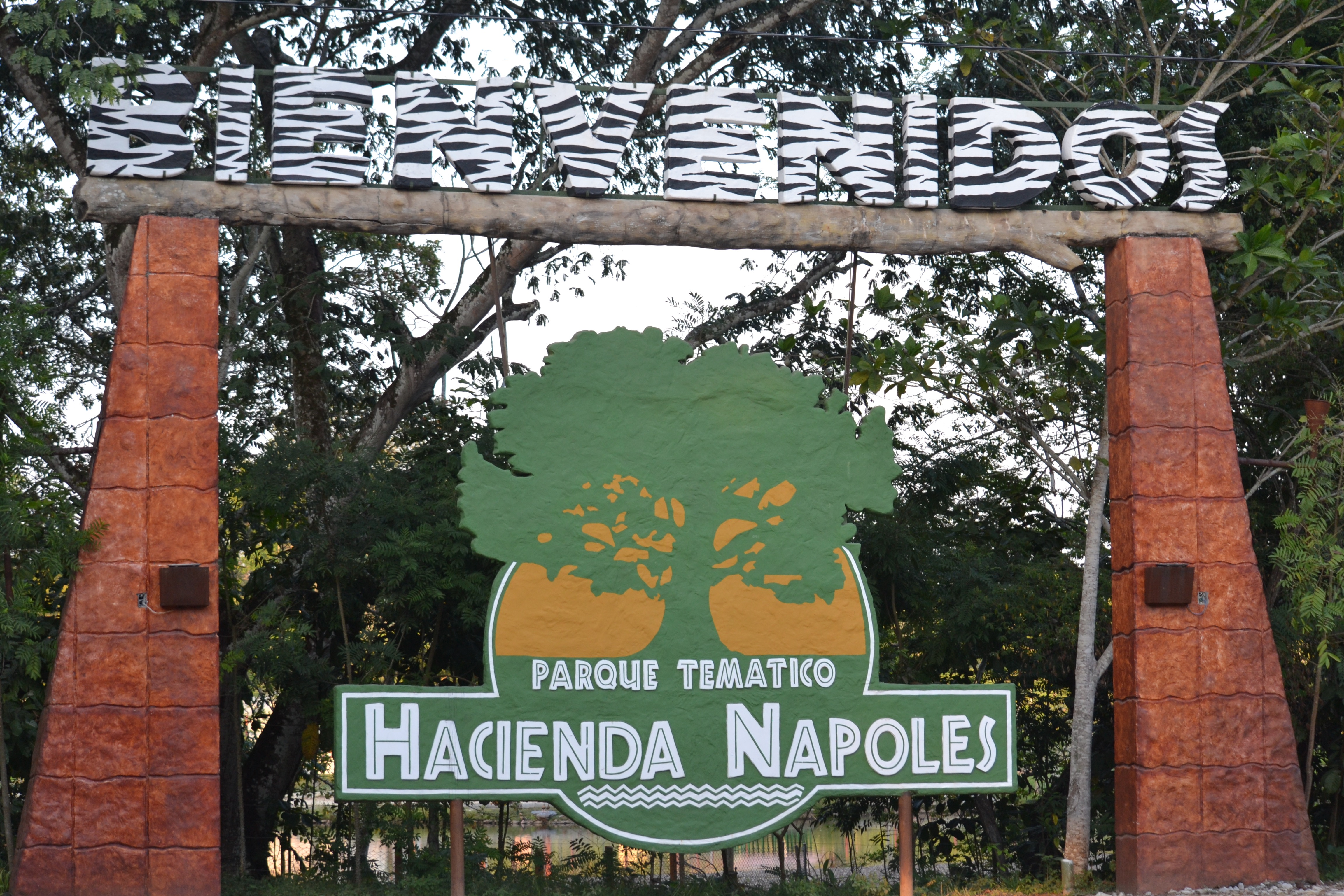
Eingang zum Parque Temático Hacienda Nápoles

Die vier von Escobar eingeschmuggelten Flusspferde wurden nach seinem Tod im tropischen Regenwald ausgesetzt und vermehren sich seitdem stark, bis 2022 war die Kolonie auf über 100 Tiere angewachsen. Sie sind eine Gefahr für die Bevölkerung; die Behörden warnen vor den freilaufenden Flusspferden. Auch einheimische Tierarten wie Otter und Seekühe sind gefährdet. Nachdem ein Abschuss aufgrund des Drucks von Tierschützern verboten worden war, konnten aus Geldmangel zwischen 2011 und 2013 nur vier Bullen kastriert werden. Anfang 2018 wurde begonnen, Zooplätze für die Tiere zu suchen.
Nachdem 2007 Räuber nach legendären Reichtümern in der Hacienda gesucht und sie geplündert hatten, wurde auf dem Grundstück der verfallenen Villa der Freizeitpark „Parque Temático Hacienda Nápoles“ errichtet.

## Rezeption

### Politisch
Escobar veränderte und spaltete den kolumbianischen Staat und schadete nachhaltig dem weltweiten Ansehen des Landes, das als „Narco-Republik“ geschmäht wurde.
George Bush erklärte Escobar zum Staatsfeind Nummer eins. Die Gewaltkultur und die nach Escobars Tod arbeitslosen Sicarios verschärften die Sicherheitslage. Insbesondere in Medellín radikalisierten sich die Einwohner in den Elendsvierteln mit langen Auswirkungen. Aus vielen meist minderjährigen Sicarios, die für Escobar oder für Gacha arbeiteten, wurden Mitglieder paramilitärischer Kampfverbände der AUC.
In Medellín wird Escobar vor allem in seinem Heimatort Envigado heute noch als Volksheld verehrt. Der Fußballverein Atlético Nacional in Medellín verdankt seinen Aufstieg der finanziellen Förderung durch Escobar.
Im April 2003 wurden in einigen Stadtteilen Medellíns Wahlkampfplakate mit dem Konterfei von Pablo Escobar gesichtet, über die näheren Hintergründe dieser Aktion ist nichts bekannt.

### Filmisch, künstlerisch und literarisch
Nach seinem Tod avancierte Pablo Escobar nach und nach zu einem bekannten Charakter der modernen Populärkultur und gilt heute weltweit als Prototyp des skrupellosen südamerikanischen Drogenbarons. In Romanen, Filmen, TV-Serien, Dokumentationen oder Computerspielen wird in vielfältiger Weise auf ihn Bezug genommen.
- Motive von Pablo Escobar werden vom kolumbianischen Maler Fernando Botero gemalt.
- Tom Clancy benutzt Escobar in seinem Roman Der Schattenkrieg („Clear and Present Danger“) und dem darauf beruhenden Kinofilm Das Kartell (1994) für seine Figur „Ernesto Escobedo“, gespielt von Miguel Sandoval.
- Im Jahr darauf spielte Miguel Sandoval in der Krimimödie Schnappt Shorty den südamerikanischen Drogenbaron „Mr. Escobar“, der nach Los Angeles kommt, um das Verschwinden seines Neffen aufzuklären.
- 1998 erschien der von Parco International Inc. produzierte Dokumentarfilm Drogenkönig Pablo Escobar (OT: Pablo Escobar: King of Cocaine) des Senders The Learning Channel über das Leben Pablo Escobars.
- 2001 wurde Escobar von Cliff Curtis im Film Blow als Geschäftspartner der Hauptfigur George Jung dargestellt.
- Der US-amerikanische Journalist Mark Bowden schildert die Jagd auf Escobar in seinem Sachbuch Killing Pablo (2001). Für den TV-Sender The History Channel wurde darauf aufbauend der Dokumentarfilm The True Story of Killing Pablo produziert (2002), welcher in Deutschland unter dem Titel Cocaine Bandits 3 veröffentlicht wurde.
- In dem Videospiel Grand Theft Auto: Vice City gibt es einen Flughafen mit dem Namen „Escobar Int. Airport“. Die fiktive Stadt Vice City ist in diesem Spiel in Anspielung auf Miami ein Drehkreuz des amerikanischen Kokainhandels.
- In der HBO-Serie Entourage spielt der fiktive Darsteller Vincent Chase (Adrian Grenier) die Hauptrolle in „Medellín“, einem fiktiven Film über das Leben Pablo Escobars.
- 2006 taucht Escobar im Dokumentarfilm Cocaine Cowboys auf und im selben Jahr erschien die dokumentarische Episode Das Ende des Pablo Escobar (OT: The King Of Cocaine) der Fernsehreihe Countdown des Schreckens.
- Der Film Pablo of Medellin von Jorge Granier-Phelps stellt Escobar teilweise als Heiligen, teilweise als Dämon dar.
- Im Jahr 2009 erschien Die Sünden meines Vaters (OT: Pecados de mi padre); ein Dokumentarfilm über die Geschichte Pablo Escobars aus der Perspektive seines Sohnes Sebastián Marroquín.
- Der Film Los Dos Escobar schildert das Leben von Pablo Escobar und dem Fußballer Andrés Escobar, der nach einem Eigentor und dem frühen Ausscheiden der kolumbianischen Mannschaft bei der Fußball-WM 1994 ermordet wurde. Der Film vertritt die These, dass der Fußball-Fan Pablo Escobar den Mord niemals geduldet hätte.
- Auf dem Album Enslaved der Thrash-Metal-Band Soulfly geht es in dem Song Plata O Plomo (Silber oder Blei) um Pablo Escobar.
- In der Serie Escobar, El Patrón Del Mal wird Escobar durch Andrés Parra und Mauricio Mejía verkörpert.
- Der Thriller Escobar: Paradise Lost (2014) handelt von einer Liebesgeschichte innerhalb des Escobar-Clans zwischen einer Nichte Escobars und einem aus Kanada eingewanderten Surflehrer. Benicio del Toro übernimmt darin die Rolle des Pablo Escobar.
- Die ersten beiden Staffeln der im August 2015 angelaufenen Fernsehserie Narcos, produziert von Netflix, basieren auf dem Leben von Escobar, der von Wagner Moura verkörpert wird.
- Der Film The Infiltrator (2016), basierend auf Robert Mazurs Autobiografie, zeigt den Versuch, Pablo Escobars Geldwäscheorganisation zu kippen.
- In der ersten Episode der Serie El Chapo wurde Escobar erneut durch Mauricio Mejía verkörpert.
- Die erste Episode der Netflix-Dokureihe Drug Lords handelt von Pablo Escobar.
- Die vierte Episode der History-Dokureihe Kingpin – Die größten Verbrecherbosse aus dem Jahr 2018 handelt von Pablo Escobar.
- In der fünften Episode der Serie Narcos: Mexico wurde Escobar erneut durch Wagner Moura verkörpert.
- Der Film Loving Pablo von 2017 zeigt die Geschehnisse aus Sicht der Reporterin Virginia Vallejo.
- Im Film Barry Seal: Only in America von 2017, der die Geschichte des Drogenschmugglers Barry Seal (dargestellt von Tom Cruise) zeigt, spielt Escobar (erneut von Mauricio Mejía verkörpert) eine wichtige Nebenrolle.
- In der Serie Monk gibt es eine Episode, in der ein Drogenbaron namens „Miguel Escobar“ vorkommt.

### Antrag auf Markenname
Seine Erben beantragten die Eintragung von Pablo Escobar als EU-Markennamen. Ein Gericht untersagte dies im April 2024, da Menschen damit überwiegend illegales Drogengeschäft verbinden würden und nicht, wie von den Antragsstellern beansprucht, Wohltätigkeit.